# Beaumont-le-Roger
Beaumont-le-Roger és un municipi francès situat al departament de l'Eure i a la regió de Normandia. L'any 2007 tenia 2.928 habitants.

## Demografia

### Població
El 2007 la població de fet de Beaumont-le-Roger era de 2.928 persones. Hi havia 1.320 famílies, de les quals 485 eren unipersonals (167 homes vivint sols i 318 dones vivint soles), 398 parelles sense fills, 322 parelles amb fills i 115 famílies monoparentals amb fills.
La població ha evolucionat segons el següent gràfic:
Habitants censats

### Habitatges
El 2007 hi havia 1.501 habitatges, 1.337 eren l'habitatge principal de la família, 62 eren segones residències i 102 estaven desocupats. 1.157 eren cases i 291 eren apartaments. Dels 1.337 habitatges principals, 662 estaven ocupats pels seus propietaris, 635 estaven llogats i ocupats pels llogaters i 40 estaven cedits a títol gratuït; 36 tenien una cambra, 177 en tenien dues, 297 en tenien tres, 394 en tenien quatre i 433 en tenien cinc o més. 863 habitatges disposaven pel capbaix d'una plaça de pàrquing. A 721 habitatges hi havia un automòbil i a 412 n'hi havia dos o més.

### Piràmide de població
La piràmide de població per edats i sexe el 2009 era:
| Homes | Edats   | Dones |
| ----- | ------- | ----- |
| 0     | 95 o +  | 4     |
| 12    | 90 a 94 | 4     |
| 44    | 85 a 89 | 64    |
| 24    | 80 a 84 | 56    |
| 52    | 75 a 79 | 76    |
| 52    | 70 a 74 | 116   |
| 68    | 65 a 69 | 72    |
| 52    | 60 a 64 | 72    |
| 48    | 55 a 59 | 56    |
| 96    | 50 a 54 | 92    |
| 108   | 45 a 49 | 104   |
| 88    | 40 a 44 | 88    |
| 120   | 35 a 39 | 104   |
| 88    | 30 a 34 | 100   |
| 72    | 25 a 29 | 76    |
| 76    | 20 a 24 | 100   |
| 88    | 15 a 19 | 92    |
| 80    | 10 a 14 | 80    |
| 92    | 5 a 9   | 88    |
| 60    | 0 a 4   | 64    |

## Economia
El 2007 la població en edat de treballar era de 1.755 persones, 1.287 eren actives i 468 eren inactives. De les 1.287 persones actives 1.151 estaven ocupades (614 homes i 537 dones) i 136 estaven aturades (45 homes i 91 dones). De les 468 persones inactives 176 estaven jubilades, 136 estaven estudiant i 156 estaven classificades com a «altres inactius».

### Ingressos
El 2009 a Beaumont-le-Roger hi havia 1.321 unitats fiscals que integraven 2.925 persones, la mediana anual d'ingressos fiscals per persona era de 16.814,5 €.

### Activitats econòmiques
Dels 159 establiments que hi havia el 2007, 2 eren d'empreses extractives, 6 d'empreses alimentàries, 1 d'una empresa de fabricació de material elèctric, 11 d'empreses de fabricació d'altres productes industrials, 9 d'empreses de construcció, 36 d'empreses de comerç i reparació d'automòbils, 6 d'empreses de transport, 17 d'empreses d'hostatgeria i restauració, 7 d'empreses financeres, 6 d'empreses immobiliàries, 17 d'empreses de serveis, 21 d'entitats de l'administració pública i 20 d'empreses classificades com a «altres activitats de serveis».
Dels 52 establiments de servei als particulars que hi havia el 2009, 1 era una oficina d'administració d'Hisenda pública, 1 gendarmeria, 1 oficina de correu, 4 oficines bancàries, 1 funerària, 5 tallers de reparació d'automòbils i de material agrícola, 1 taller d'inspecció tècnica de vehicles, 1 establiment de lloguer de cotxes, 2 autoescoles, 1 paleta, 2 fusteries, 3 lampisteries, 2 electricistes, 8 perruqueries, 4 veterinaris, 10 restaurants, 2 agències immobiliàries, 1 tintoreria i 2 salons de bellesa.
Dels 19 establiments comercials que hi havia el 2009, 3 eren supermercats, 1 una botiga de més de 120 m², 4 fleques, 4 carnisseries, 1 una llibreria, 2 botigues d'electrodomèstics, 1 una botiga d'electrodomèstics, 1 una perfumeria i 2 floristeries.
L'any 2000 a Beaumont-le-Roger hi havia 25 explotacions agrícoles.

## Equipaments sanitaris i escolars
El 2009 hi havia 2 farmàcies i 1 ambulància.
El 2009 hi havia 1 escola maternal i 2 escoles elementals. Beaumont-le-Roger disposava de 2 col·legis d'educació secundària amb 555 alumnes.

## Poblacions més properes
El següent diagrama mostra les poblacions més properes.